# Hellweg (Westphalie)

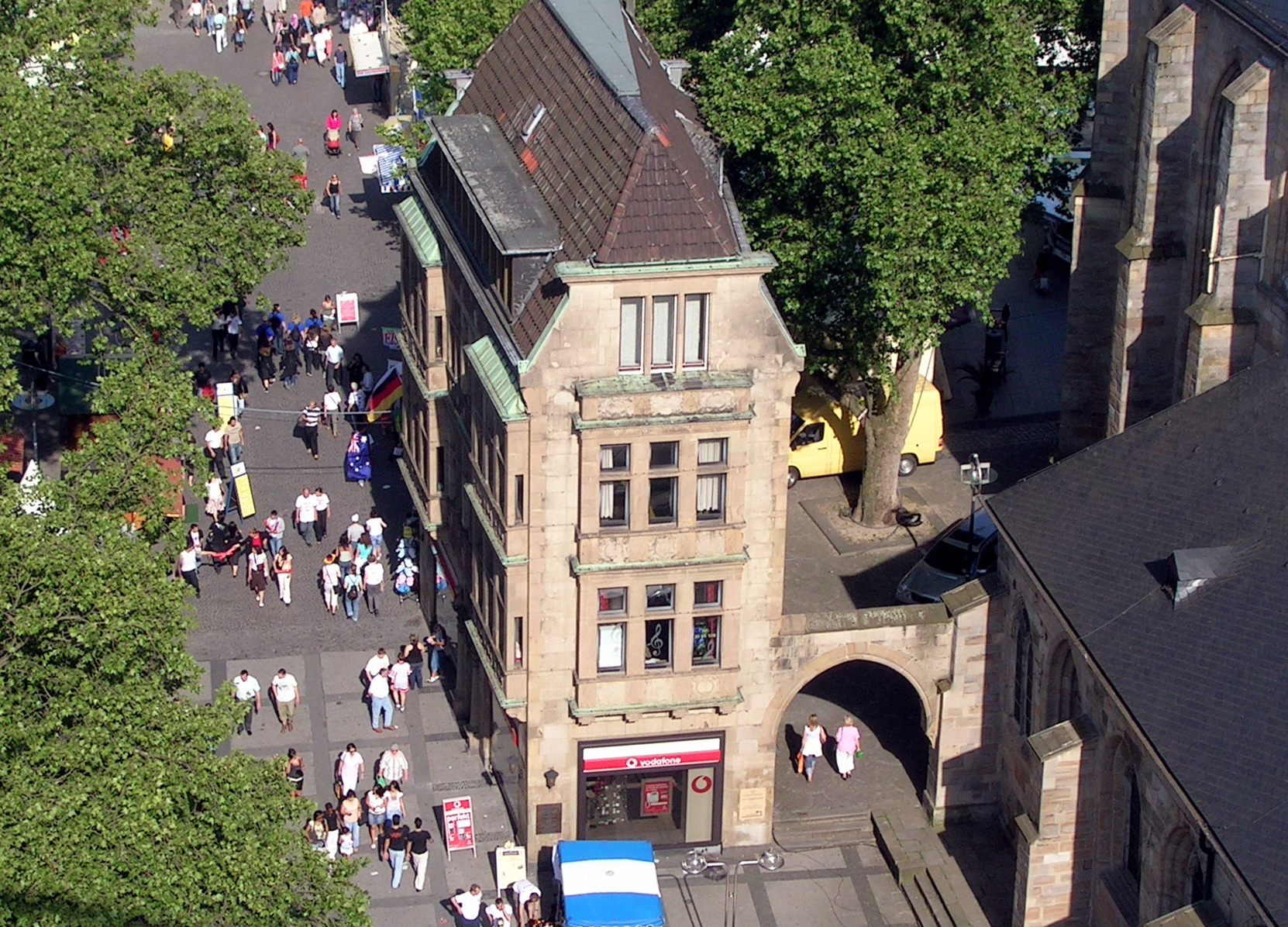
La voie piétonne empruntant le Hellweg historique, entre l'église Saint-Reinold et Marienkirche, face à la Vehoff-Haus de Dortmund.

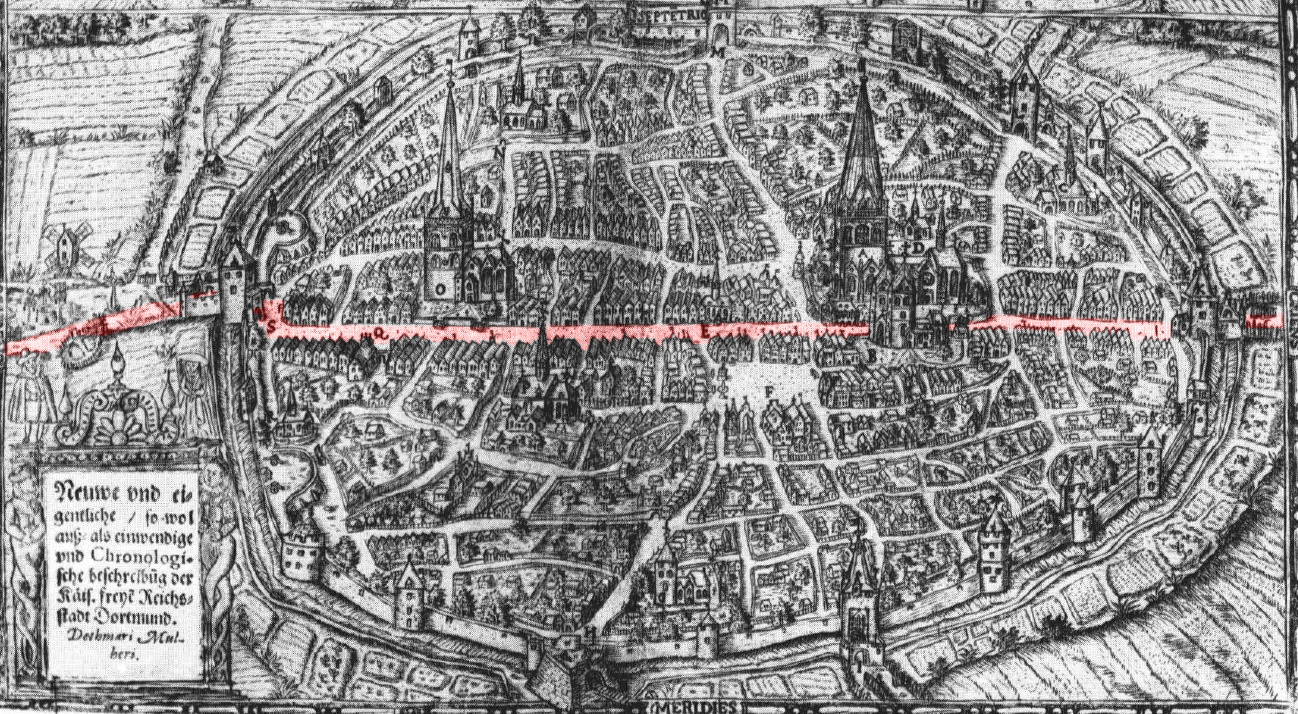
Le Hellweg (en rouge) à Dortmund vers 1610 sur le plan urbain de Detmar Muhler.

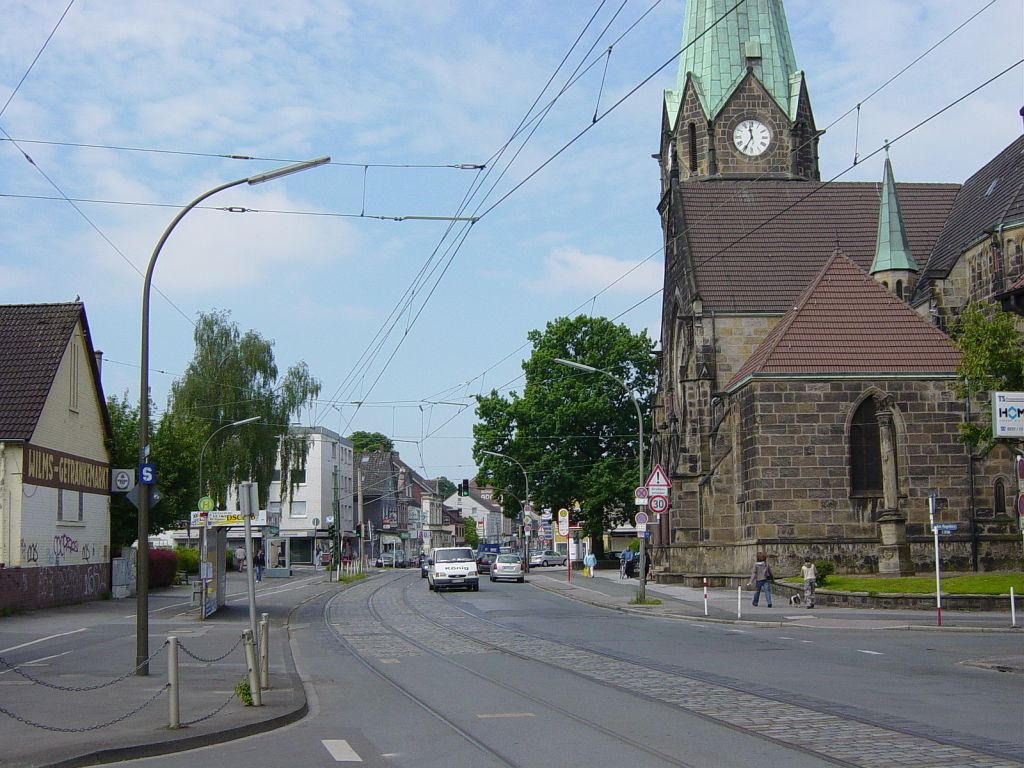
Le Hellweg d’Asseln (2006).

La route du sel de Westphalie, ou Westfälischer Hellweg recouvre un tronçon de la voie commerciale médiévale reliant le Rhin à l’Elbe à travers les collines d'Allemagne, et plus particulièrement la section entre Aix-la-Chapelle et Goslar, via Duisbourg et Paderborn et le gué de la Weser à Corvey.

## Histoire
Le terme allemand de Hellweg signifie « chemin du sel ». Hall, Hal ou Halle, probablement d'origine celtique, est un élément de nombreux toponymes germaniques indiquant l'extraction du sel à partir de la saumure naturelle ou l'exploitation de mines de sel. Probablement par déformation locale, l'orthographe Hall est devenue Hell. C'est une voie commerciale pré-romaine, dont l'origine remonte à 5000 ans environ, qui relie le Rhin à Alt-Homberg à Corvey, via Duisbourg, Essen, Dortmund, Unna, Werl, Soest, Erwitte, Geseke, Salzkotten et Paderborn. Déjà mentionnée par le géographe grec Ptolémée, elle fut intégrée à la route royale (via regia) reliant Aix-la-Chapelle à Goslar. Sa largeur était d'environ 3 m, et elle a été transformée en chaussée pavée en 1788.
Le Hellweg partait d'un pont franchissant le Rhin, quittait la plaine du Rhin maritime à Duisbourg par la porte dite Stapeltor et poursuivait en direction de l'Est, empruntant l'historique chemin de la Ruhr au château de Broich vers Mülheim, puis les collines séparant la vallée de la Ruhr d'Emscher/Lippe avant de tourner au nord par les Ardeys et le défilé de l'Haar. Son tracé est caractéristiques de routes de l'Antiquité : cette route longeait la plupart de cours d'eau, et les ruisseaux à franchir étaient tous guéables.
À Bochum, le Hellweg bifurquait d'avec la Bongardstrasse et la Grosse Beckstrasse vers le Nord-est pour franchir le plateau de Castrop par une route de col, appelée encore aujourd'hui „Castroper Hellweg“, et pour contourner ainsi la vallée de l'Œlbach par le nord. Un chantier dans la Bongardstraße a permis de mettre au jour des chemins de rondins.
La longueur des étapes entre les villes citées ci-dessus (15 à 30 km) correspond en gros à un jour de route pour une caravane marchande lourdement chargée. Les villes les plus anciennes et qui devinrent à l'époque moderne des pôles économiques : Duisbourg, Essen, Dortmund, Soest et Paderborn, étaient séparées par de plus grandes distances. Les villes intermédiaires, telles Bochum, Unna ou Werl, ont obtenu au cours du Moyen Âge des chartes urbaines de leurs seigneurs. Il y avait à l'époque romaine un gué du Rhin, plus loin au sud, face à Krefeld-Gellep, dont le nom romain est Gelduba. Un autre gué reliait Alt-Homberg, dans le comté de Moers, à Duisbourg et au-delà à un fort, défendant un village fondé au XIIIe siècle, le faubourg Ruhrort de Duisbourg.
Il n'est pas certain que les Romains aient emprunté le Hellweg le long de la Lippe pour la conquête de la Germanie ; d'ailleurs cette route ne possède aucun nom latin. Seule une légende locale de Dortmund fait allusion à une palissade que les Romains auraient édifiée ; c'est toutefois fort douteux, car l'aménagement continu de la région n'a signalé aucune trace de tels vestiges. Selon Tacite (Annales, livre II), le tronçon reliant le camp romain d'Aliso au Rhin aurait été endigué et pavé. Comme on situe le camp romain d'Aliso (où les débris des huit légions de Varus s'étaient repliées après la bataille de Teutoburg) entre Anreppen (Delbrück, district de Paderborn), (Bergkamen), Elsen (Paderborn), la vallées de l'Ilse (im Harz) ou dans les environs de Hildesheim, c'est-à-dire en tous cas à l'est de la Ruhr, on peut déduire de l'absence de tout vestige de fort en Westphalie que le Hellweg existait déjà.
Nous savons par de nombreuses sources que Charlemagne a fait édifier de nombreux châteaux ou résidences royales pour contrôler militairement cette route. Dans les secteurs les plus fréquentés, par exemple aux carrefours, le Hellweg était pavée dès le Moyen Âge ; ailleurs, elle est restée jusqu'à l'époque des diligences un simple chemin de terre. Cette route assurait le trafic du sel depuis la région de Sœst, Werl et Unna, ainsi que des ustensiles en fer (couteaux et ciseaux) du Sauerland, mis sur le marché à Dortmund. Les marchandises acheminées par le Hellweg se retrouvent dans tous les pays de la Hanse.
L'écartement de le Hellweg est apparu clairement au cours des conflits, et notamment pendant la guerre de Trente Ans, les armées étrangères exigeant sous la menace nourriture et logis des villageois.
En 1788, la Prusse fit aménager à 500 m au sud de cette route médiévale, sur le territoire du comté de la Marck, une chaussée pavée qui contournait par Hœrde, au sud, la ville d'empire de Dortmund. Le tracé de cette chaussée est plus ou moins celui de l'actuelle Bundesstraße 1.

## Traces urbaines
Dans le centre-ville historique de Dortmund, l'antique Hellweg a été préservée en tant que rue commerçante. Comme elle reliait deux portes de ville, la porte de l'Est et la porte de l'Ouest, on la divisait au Moyen Âge entre le Hellweg de l'Est et le Hellweg de l'Ouest ; cette distinction se retrouve aussi à Soest. Dans les deux cas, le Hellweg est considérée comme rayonnant à partir d'un point central : à Dortmund, ce centre est l'église Saint-Reinold, alors qu'à Sœst c'est l'enceinte en palissade primitive : le Westenhellweg contournait les fortifications jusqu'à la porte Saint-Jacques (Jakobitor), et l'Ostenhellweg jusqu'à la porte Saint-Thomas (Thomätor). La caractérisation géographique des portes de la ville est la même à Paderborn (Porte de l'Ouest = Westerntor) et Geseke (Osttor et Westtor). À Geseke, le Hellweg traverse la ville presque exactement en ligne droite, un peu au sud du Couvent de Geseke (fondé en 846).

## Les villes d'itinéaire
D'ouest en est :
- Duisburg
- Mülheim an der Ruhr
- Essen
- Wattenscheid
- Bochum
- Dortmund
- Unna
- Werl
- Soest
- Erwitte
- Geseke
- Salzkotten
- Paderborn
- Bad Driburg
- Corvey